# Fatih Harbiye
 (срп. Фатих и Харбије) турска је телевизијска серија, снимана 2013. и 2014.

## Синопсис
Нериман је млада девојка која живи са оцем и тетком у старом делу Истанбула, насељу Фатих. Одгајана је конзервативно и традиционално, не излази без очевог и теткиног одобрења, не облачи се модерно и никада се не противи вољи старијих. Све своје снове претаче у слике и цртеже које ствара. Поред тога што предивно слика, време проводи са својом љубави из дјетињства Шинасијем. Студира традиционалну турску музику, не зна ништа осим своје струке и Нериман, код које иде чим му заврше предавања. У том учмалом животу Нериман жуди за нечим друкчијим. Жели упознати другу страну Истанбула коју никада није видела. 
Једног дана, сасвим случајно, налети на рођаку Пелин која живи модерним животом у богатом истанбулском насељу, Харбије. Пелин зна како је Нериман васпитана, те да не сме да излази. У намери да је понизи, позове је на забаву. Нериман јако жели да иде, али зна да је отац никад не би пустио, а Шинаси то не би одобрио. Нериман само жели да искуси нешто друкчије, једна ноћ ће јој бити довољна за цео живот. Зна да након што се уда за Шинасија неће бити у прилици да упозна модерни Истанбул. Зато одлучи да оде тајно на забаву, а уз помоћ пријатељице се претвори у Пепељугу. На забави Нериман привлачи пажњу присутних очаравајућим изгледом и својом невиношћу. Маџит богати и интелигентни младић, такође је очаран Нериман, међутим, њихов сусрет испадне турбулентан...

## Сезоне
| Сезона | Сезона | Број епизода (н / и)            | Приказивање у Турској                      |
| ------ | ------ | ------------------------------- | ------------------------------------------ |
|        | 1      | 40 / 101 (1 — 40) / (1 — 101)   | 31. август 2013 — 21. јун 2014. (, )       |
|        | 2      | 10 / 25 (41 — 50) / (102 — 126) | 20. септембар 2014 — 10. децембар 2014. () |

## Улоге
| Глумац:                | Улога:         |
| ---------------------- | -------------- |
| Кадир Догулу           | Маџит Арџаоглу |
| Неслихан Атагул        | Нериман Солмаз |
| Јунус Емре Јилдиримлер | Шинаси         |
| Дилара Озтунч          | Пелин Демирхан |
| Седа Туркмен           | Фахрије        |
| Итир Есен              | Инџи Арџаоглу  |
| Башак Парлак           | Руја           |
| Пинар Дикиџи           | Шахика         |
| Емре Јилмаз            | Озгур          |
| Угур Демирпехливан     | Гултер         |
| Окдај Корунан          | Фаиз Солмаз    |
| Фират Топкорур         | Џихан          |
| Гокче Акјилдиз         | Асли           |
| Суеда Чил              | Зехра          |
| Олџај Јусуфоглу        | Дујгу Демирхан |
| Сехер Терзи            | Кадер          |
| Гамзе Сунер Атај       | Фејза          |
| Севинч Сирма           | Незахат        |
| Ебру Шам               | Озлем          |
| Озхан Џарда            | Керим Арџаоглу |
| Мехмет Услу            | Селим Демиркан |
| Јусуф Бајмаз           | Емре           |
| Шади Ајмутлу           | Исмаил         |
| Серап Енгин            | Фиген          |
| Кахраман Сиври         | Џемал          |
| Атеш Фатих Учан        | Асим           |
| Ергун Демир            | Ердинч         |
| Мурат Гоксу            | Надир          |
| Серкан Шеналп          | Бора           |
| Бариш Хаџихан          | Арас           |
| Оздемир Чифтчиоглу     | Нихат          |